# Сюффо, Патрик
Патрик Сюффо-Кенге (фр. Patrick Suffo-Kengne; род. 17 января 1978, Эболова) — камерунский футболист, нападающий.

## Клубная карьера
За 13 лет своей карьеры Патрик успел побывать во Франции, Англии, Испании и ОАЭ. Также был в Норвегии в 2005 году, где выступал за «Одд Гренланд» и помог ему выйти из зоны вылета в Первый дивизион Норвегии. В октябре того же года он должен был подписать контракт с соперниками клуба из Шиена, «Волеренга», но он этого не сделал. В феврале 2006 года он подписал краткосрочный контракт с израильским клубом «Маккаби (Петах-Тиква)», но после был освобожден в конце того сезона.
Его карьера была омрачена дисциплинарными замечаниями. Французский «Нант» запретил ему играть в течение восьми месяцев из-за того, что Сюффо напал на рефери.
В английском «Шеффилд Юнайтед» ему сказали, что у него не будет никакого будущего с ними после того, как он принял участие в массовой драке в матче Первый дивизиона против «Вест Бромвич Альбион» на стадионе «Брэмолл Лейн» 16 марта 2002 года. После этого инцидента Сюффо был отправлен в испанскую команду из Второй лиги «Нумания» на правах аренды до конца сезона.
В ноябре 2008 года Патрик подписал контракт с уэльским «Рексемом», дебютировав выйдя на замену в матче против «Киддерминстер Харриерс». Свой первый гол за клуб пришёлся во втором матче за клуб, когда он реализовал пенальти в ворота «Кеттеринг Таун».

## Карьера за сборную
За сборную Камеруна провёл 29 матчей и забил 4 гола. Победитель Олимпийских игр 2000 в Сиднее. Победитель Кубка африканских наций 2002 года, проводящийся в Гане и Нигерии. Участник Кубка африканских наций 1998 года в Буркина-Фасо и чемпионата мира 2002 года в Южной Корее и Японии. В 2002 году на чемпионате мира в матче против Германии был удалён с поля на 77-й минуте.

## Достижения

### «Нант»
- Обладатель Кубка Франции: 1998/99
- Обладатель Суперкубка Франции: 1999